# خورخه ریچارد ارسی
خورخه ریچارد اُرسی (اسپانیایی: Jorge Richard Orci‎؛ زادهٔ ۱۹۷۵ میلادی) نویسنده و تهیه‌کننده تلویزیونی اهل مکزیک است.
از فیلم‌ها یا مجموعه‌های تلویزیونی که وی در آن‌ها نقش داشته‌است، می‌توان به آلیاس، فرینج، هاوایی فایو-زیرو و فهرست سیاه اشاره نمود.